# Nederlands kampioenschap schaken 1954
Het Nederlands kampioenschap schaken 1954 was een schaaktoernooi dat werd gehouden van 5 tot en met 17 april 1954 (met rustdagen op 10 en 11 april) in Amsterdam. Jan Hein Donner werd voor de eerste keer in zijn schaakcarrière Nederlands kampioen schaken en maakt een einde aan de hegemonie van Max Euwe, die sinds 1921 tien keer de titel had opgeëist. De locatie was, net als bij het Nederlands kampioenschap schaken 1948, de kantine van het hoofdbureau van de Amsterdamse politie aan de Elandsgracht 117.

## Achtergrond
Sinds 1921 won Max Euwe alle Nederlandse kampioenschappen waaraan hij deelnam. Eenmaal liet hij verstek gaan, tijdens het Nederlands kampioenschap schaken 1936, omdat hij zich wilde richten op het Wereldkampioenschap schaken 1937, waarin hij het opnieuw zou opnemen tegen de Aleksandr Aljechin. Salo Landau won die editie. Vanaf het Nederlands kampioenschap van 1938 was Euwe terug en tot aan 1952 wist hij altijd als eerste te eindigen.

In 1954 was het niet Euwe, maar Donner die als eerste eindigde. Dat was voor het schaakpubliek overigens geen complete verrassing. Het Parool schrijft op 20 april 1954:
"Het was al lang duidelijk dat grootmeester Euwe ook in ontmoetingen met landgenoten meer en meer het technische, geestelijke en lichamelijke overwicht ging verliezen, waarmee hij zich steeds weer tegen de komende en gaande man had weten te handhaven. Het was al lang duidelijk dat ook voor iemand van zijn ambitie en volharding ergens bij het toch al unieke record van 33 jaren de grens ligt, aan een schaakkampioenschap gesteld."

## Uitslag en kruistabel[3]
| #  | Naam                   | Score | 1  | 2  | 3  | 4  | 5  | 6  | 7  | 8  | 9  | 10 | 11 | 12 |
| -- | ---------------------- | ----- | -- | -- | -- | -- | -- | -- | -- | -- | -- | -- | -- | -- |
| 1  | Jan Hein Donner        | 8     | -- | ½  | ½  | ½  | ½  | 1  | ½  | 1  | 1  | 1  | 1  | ½  |
| 2  | Nicolaas Cortlever     | 7     | ½  | -- | 1  | ½  | ½  | ½  | ½  | 1  | ½  | 1  | ½  | ½  |
| 3  | Max Euwe               | 7     | ½  | 0  | -- | ½  | ½  | ½  | 1  | 1  | ½  | ½  | 1  | 1  |
| 4  | Haije Kramer           | 6     | ½  | ½  | ½  | -- | 1  | ½  | 0  | 1  | ½  | ½  | ½  | ½  |
| 5  | Willem Jan Muhring     | 6     | ½  | ½  | ½  | 0  | -- | 1  | ½  | ½  | 1  | ½  | ½  | ½  |
| 6  | Eduard Spanjaard       | 6     | 0  | ½  | ½  | ½  | 0  | -- | ½  | 1  | 1  | ½  | 1  | ½  |
| 7  | Carel van den Berg     | 5½    | ½  | ½  | 0  | 1  | ½  | ½  | -- | 0  | 0  | 1  | ½  | 1  |
| 8  | Constant Orbaan        | 5½    | 0  | 0  | 0  | 0  | ½  | 0  | 1  | -- | 1  | 1  | 1  | 1  |
| 9  | Johannes van den Bosch | 4½    | 0  | ½  | ½  | ½  | 0  | 0  | 1  | 0  | -- | 1  | ½  | ½  |
| 10 | Johan Barendregt       | 4     | 0  | 0  | ½  | ½  | ½  | ½  | 0  | 0  | 0  | -- | 1  | 1  |
| 11 | Th de Jong             | 3½    | 0  | ½  | 0  | ½  | ½  | 0  | ½  | 0  | ½  | 0  | -- | 1  |
| 12 | Theo van Scheltinga    | 3     | ½  | ½  | 0  | ½  | ½  | ½  | 0  | 0  | ½  | 0  | 0  | -- |

## Trivia
- De Amsterdamse schaker Lodewijk Prins behoorde aanvankelijk ook tot de deelnemers, maar hij meldde zich af. In zijn plaats trad Willem Jan Mühring aan.[4]
- Als verliezend Nederlands kampioen kreeg Max Euwe het recht om Donner uit te dagen voor een tweekamp. Euwe won deze tweekamp en werd zodoende nog eenmaal Nederlands kampioen, in 1955.

1909 · 1912 · 1913 · 1919 · 1921 · 1924 · 1926 · 1929 · 1933 · 1936 · 1938 · 1939 · 1942 · 1948 · 1950 · 1952 · 1954 · 1955 · 1957 · 1958 · 1961 · 1963 · 1965 · 1967 · 1969 · 1970 · 1971 · 1972 · 1973 · 1974 · 1975 · 1976 · 1977 · 1978 · 1979 · 1980 · 1981 · 1982 · 1983 · 1984 · 1985 · 1986 · 1987 · 1988 · 1989 · 1990 · 1991 · 1992 · 1993 · 1994 · 1995 · 1996 · 1997 · 1998 · 1999 · 2000 · 2001 · 2002 · 2003 · 2004 · 2005 · 2006 · 2007 · 2008 · 2009 · 2010 · 2011 · 2012 · 2013 · 2014 · 2015 · 2016 · 2017 · 2018 · 2019 · 2021 · 2022 · 2023 · 2024